# Клер (Нова Шотландія)
Клер (англ. Clare) — муніципальний район в Канаді, у провінції Нова Шотландія, у складі графства Дігбі.

## Населення
За даними перепису 2016 року, муніципальний район нараховував 8018 осіб, показавши скорочення на 3,6%, порівняно з 2011-м роком. Середня густина населення становила 9,4 осіб/км².
З офіційних мов обидвома одночасно володіли 5 695 жителів, тільки англійською — 2 075, тільки французькою — 110, а 10 — жодною з них. Усього 85 осіб вважали рідною мовою не одну з офіційних, з них 5 — українську.
Працездатне населення становило 56,8% усього населення, рівень безробіття — 11,2% (12,6% серед чоловіків та 10% серед жінок). 88,6% осіб були найманими працівниками, а 10,3% — самозайнятими.
Середній дохід на особу становив $35 494 (медіана $27 980), при цьому для чоловіків — $42 451, а для жінок $28 919 (медіани — $34 325 та $23 296 відповідно).
17,7% мешканців мали закінчену шкільну освіту, не мали закінченої шкільної освіти — 30,4%, 51,7% мали післяшкільну освіту, з яких 26,3% мали диплом бакалавра, або вищий, 20 осіб мали вчений ступінь.
| Статево-вікова структура населення | Статево-вікова структура населення | Статево-вікова структура населення | Статево-вікова структура населення | Статево-вікова структура населення |
| ---------------------------------- | ---------------------------------- | ---------------------------------- | ---------------------------------- | ---------------------------------- |
|                                    |                                    |                                    |                                    |                                    |
| Всього                             | Всього                             | 48,7%51,3%                         |                                    |                                    |
| 0 — 14 років                       | 0 — 14 років                       |                                    | 10,2%                              | 10,2%                              |
| 15 — 64 років                      | 15 — 64 років                      |                                    | 62,7%                              | 62,7%                              |
| 65 і більше                        | 65 і більше                        |                                    | 27,2%                              | 27,2%                              |
| 85 і більше                        | 85 і більше                        |                                    | 3,4%                               | 3,4%                               |
| 100 і більше                       | 100 і більше                       |                                    | 0,1%                               | 0,1%                               |
| Середній вік (років)               | Середній вік (років)               | 48,550,0                           | 49,3                               | 49,3                               |
| Медіана (років)                    | Медіана (років)                    | 52,453,4                           | 52,9                               | 52,9                               |
| — чоловіки — жінки                 |                                    |                                    |                                    |                                    |

| Походження мешканців:     | Походження мешканців:     | Походження мешканців: | Походження мешканців: | Походження мешканців: |
| ------------------------- | ------------------------- | --------------------- | --------------------- | --------------------- |
| Походження                |                           |                       | осіб                  | %                     |
| Корінні американці        | Корінні американці        |                       | 1 740                 | 22.12%                |
| Інше північноамериканське | Інше північноамериканське |                       | 5 380                 | 68.4%                 |
| Європейське               | Європейське               |                       | 4 705                 | 59.82%                |
| британське                | британське                |                       | 2 140                 | 27.21%                |
| французьке                | французьке                |                       | 3 380                 | 42.98%                |
| українське                | українське                |                       | 20                    | 0.25%                 |
| Африканське               | Африканське               |                       | 75                    | 0.95%                 |
| Азійське                  | Азійське                  |                       | 60                    | 0.76%                 |
| Океанійське               | Океанійське               |                       | 10                    | 0.13%                 |

| Зайнятість населення за галузями (за класифікацією NOC): | Зайнятість населення за галузями (за класифікацією NOC): | Зайнятість населення за галузями (за класифікацією NOC): | Зайнятість населення за галузями (за класифікацією NOC): | Зайнятість населення за галузями (за класифікацією NOC): |
| -------------------------------------------------------- | -------------------------------------------------------- | -------------------------------------------------------- | -------------------------------------------------------- | -------------------------------------------------------- |
|                                                          |                                                          |                                                          |                                                          |                                                          |
| Управління                                               | Управління                                               |                                                          | 7,5%                                                     | 7,5%                                                     |
| Бізнес, фінанси та адміністрування                       | Бізнес, фінанси та адміністрування                       |                                                          | 10,9%                                                    | 10,9%                                                    |
| Природничі та прикладні науки                            | Природничі та прикладні науки                            |                                                          | 2,7%                                                     | 2,7%                                                     |
| Охорона здоров'я                                         | Охорона здоров'я                                         |                                                          | 7,8%                                                     | 7,8%                                                     |
| Освіта, правозахист, муніципальні та урядові служби      | Освіта, правозахист, муніципальні та урядові служби      |                                                          | 9,4%                                                     | 9,4%                                                     |
| Мистецтво, культура, відпочинок та спорт                 | Мистецтво, культура, відпочинок та спорт                 |                                                          | 1,9%                                                     | 1,9%                                                     |
| Роздрібна торгівля та послуги                            | Роздрібна торгівля та послуги                            |                                                          | 16,8%                                                    | 16,8%                                                    |
| Гуртова торгівля, транспорт та обладнання                | Гуртова торгівля, транспорт та обладнання                |                                                          | 17,4%                                                    | 17,4%                                                    |
| Природні ресурси, сільське господарство                  | Природні ресурси, сільське господарство                  |                                                          | 14,9%                                                    | 14,9%                                                    |
| Виробництво                                              | Виробництво                                              |                                                          | 10,5%                                                    | 10,5%                                                    |

## Клімат
Середня річна температура становить 6,7°C, середня максимальна – 19,9°C, а середня мінімальна – -8,8°C. Середня річна кількість опадів – 1 217 мм.
| Клімат поселення                              | Клімат поселення | Клімат поселення | Клімат поселення | Клімат поселення | Клімат поселення | Клімат поселення | Клімат поселення | Клімат поселення | Клімат поселення | Клімат поселення | Клімат поселення | Клімат поселення | Клімат поселення |
| Показник                                      | Січ.             | Лют.             | Бер.             | Квіт.            | Трав.            | Черв.            | Лип.             | Серп.            | Вер.             | Жовт.            | Лист.            | Груд.            |                  |
| Середній максимум, °C                         | 0,84             | 1,11             | 4,50             | 9,68             | 14,44            | 18,68            | 19,91            | 19,81            | 17,42            | 12,68            | 8,23             | 2,51             |                  |
| Середня температура, °C                       | −3,98            | −3,7             | −0,3             | 4,87             | 9,62             | 13,86            | 16,39            | 16,27            | 13,90            | 9,13             | 4,71             | −1               |                  |
| Середній мінімум, °C                          | −8,8             | −8,5             | −5,12            | 0,06             | 4,81             | 9,05             | 12,89            | 12,75            | 10,37            | 5,61             | 1,19             | −4,5             |                  |
| Норма опадів, мм                              | 115              | 96               | 100              | 99               | 97               | 92               | 84               | 80               | 90               | 101              | 125              | 138              |                  |
| Середньомісячна швидкість вітру, м/с          | 4.68             | 4.68             | 4.64             | 4.45             | 4.03             | 3.76             | 3.32             | 3.26             | 3.70             | 4.27             | 4.58             | 4.80             |                  |
| Середньомісячна сонячна радіація, кДж/м²·день | 5004             | 8123             | 12156            | 15508            | 18427            | 20520            | 20247            | 18013            | 13782            | 9001             | 5299             | 4043             |                  |
| --------------------------------------------- | ---------------- | ---------------- | ---------------- | ---------------- | ---------------- | ---------------- | ---------------- | ---------------- | ---------------- | ---------------- | ---------------- | ---------------- | ---------------- |
| Джерело:                                      |                  |                  |                  |                  |                  |                  |                  |                  |                  |                  |                  |                  |                  |